# Hazelelponi

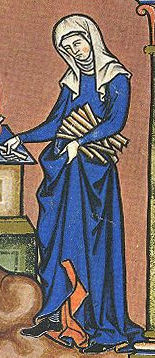
Uma pintura da esposa de Manoá, muitas vezes identificada como Hazelelponi

Hazelelponi, também referida como Asalelpuni (em hebraico:  הַצְלֶלְפּוֹנִי, "de frente para a sombra") é uma mulher bíblica mencionada no Primeiro Livro de Crônicas, capítulo 4, versículo 3. Hazelelponi era filha de um homem chamado Etã, e, portanto, descendente de Judá. Ela também era irmã de Jezreel, Isma e Idbas, da tribo de Judá.
Segundo o Talmude e a literatura rabínica tradicional, Hazelelponi foi casada com Manoá, assim sendo a mulher de Manoá cujo nome é desconhecido pela Bíblia, que gerou a Sansão mesmo sendo estéril. Ainda segundo a tradição rabínica, ela possuía ainda uma filha chamada Nishyan ou Nashyan.